# Ozeanische Erdkruste

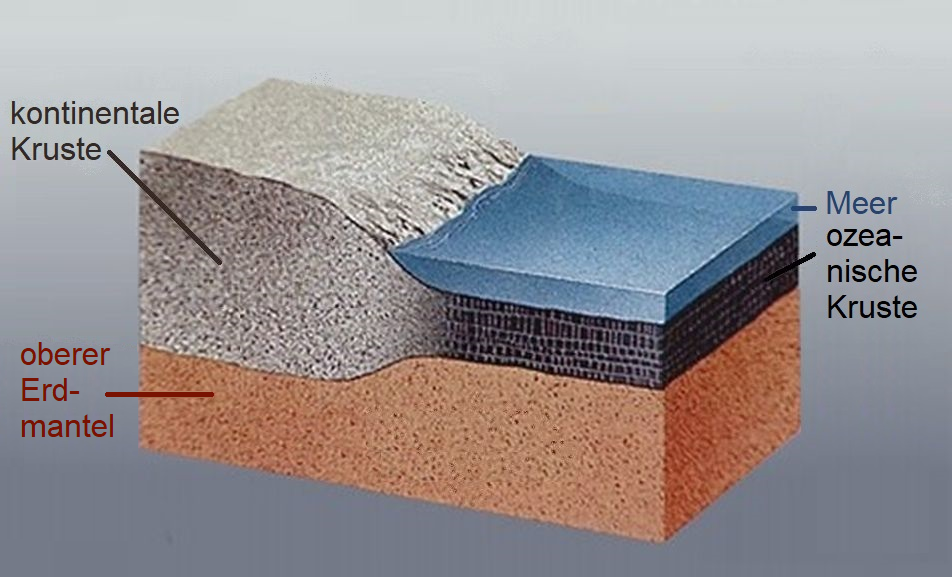
Übergang von ozeanischer und kontinentaler Kruste an einem passiven Kontinentalrand. Darstellung stark vereinfacht

Als ozeanische Erdkruste, kurz auch ozeanische Kruste, bezeichnet man den ozeanischen Anteil der Erdkruste im Schalenbau der Erde; sie ist damit Teil der Lithosphäre. Die ozeanische Erdkruste besteht wie die kontinentale Erdkruste zu einem Großteil aus Silicium und Sauerstoff, besitzt jedoch im Gegenteil zu dieser einen höheren Magnesiumanteil, weshalb von manchen Autoren die stark vereinfachende Abkürzung Sima oder SiMa verwendet wird (im Gegensatz zu SiAl für die kontinentale Erdkruste).
Wie die Lithosphäre der Kontinente steht auch die ozeanische Lithosphäre im isostatischen Gleichgewicht mit der Asthenosphäre des oberen Erdmantels.

## Entwicklungsprozess
Die ozeanische Erdkruste wird entlang der mittelozeanischen Rücken ständig neu aufgebaut, ein Vorgang, den man als Ozeanbodenspreizung bezeichnet, dabei kommt es fast zeitgleich auch zur sogenannten Ozeanbodenmetamorphose, durch die vor allem eine Hydratisierung der Kruste erfolgt (OH-Ionen werden in Minerale eingebaut). Den divergierenden Plattengrenzen folgend, reißt hier die ozeanische Kruste auf, Magma des oberen Erdmantels strömt nach und formt dabei neue Kruste. Die Geschwindigkeit, mit der die ozeanische Erdkruste divergiert, bezeichnet man als Spreizungsrate. Diese ist für verschiedene Gebiete unterschiedlich, auch über die Zeit kann sie sich ändern. Während diese neue Kruste abkühlt und an Mächtigkeit zunimmt, wandert sie zusammen mit der schon älteren Kruste fließbandartig von ihrem Ursprungsort weg. An der Plattengrenze zu einer kontinentalen Erdkruste oder einer weniger dichten ozeanischen Erdkruste (z. B. im Westpazifik) taucht die ozeanische Erdkruste unter diese ab (Subduktion), eine Tiefseerinne zeigt sich an der Oberfläche. Dies ist möglich, da mit dem Abkühlen der aus magmatischem Material gebildeten ozeanischen Kruste die Dichte der Kruste zunimmt und sogar die Dichte des darunter liegenden oberen Erdmantels übertreffen kann. Beim Absinken wird das Krusten-Material umgewandelt, und dabei ausscheidendes Wasser verursacht beispielsweise Schichtvulkane auf der darüber liegenden Erdkruste.

### Ursachen
Als Erklärung für die Bewegung (Plattentektonik) der ozeanischen Erdkruste gibt es mehrere Modelle. Ein Modell sieht die Konvektion des Erdmantels (siehe auch Mantelkonvektion) als Ursache an, wobei mittels Reibung die Erdkruste bewegt wird. In einem weiteren Modell geht man davon aus, dass die ozeanische Erdkruste an den mittelozeanischen Rücken aufgrund der Schwerkraft auseinandergezogen wird (Rückenschub, engl. ridge push) und an den Subduktionszonen durch die abtauchende Erdkruste hinabgezogen wird (Plattenzug, engl. slab pull). Bei diesem Modell sind weitere Kräfte vorhanden, wobei es umstritten ist, welche der Kräfte die größte Rolle spielt.

## Eigenschaften
Die für die Oberflächengestalt des festen Erdkörpers und plattentektonische Prozesse sehr bedeutsame durchschnittliche Dichte der ozeanischen Erdkruste wird in Lehrbüchern für gewöhnlich mit Werten von 2,9 bis 3,0 g/cm3 angegeben.

### Dicke
Normale ozeanische Erdkruste hat eine Dicke von 7 km ± 1 km bis zur Mohorovičić-Diskontinuität, ist also zwischen 6 km und 8 km mächtig. An Transform-Zonen und bei mittelozeanischen Rücken mit besonders hohen Spreizungsraten nimmt die Dicke aufgrund der hohen Magmaproduktion deutlich zu. In der Nähe von Hot-Spots beträgt die Dicke etwa 11 km, sie kann über dem Zentrum eines Hot-Spots bis zu 20 km betragen. An den Stellen, wo Inseln oder Inselbögen liegen, beträgt die Dicke der ozeanischen Erdkruste zwischen 15 km und 30 km. Gelegentlich schließt die ozeanische Kruste auch kleine Stücke kontinentaler Kruste ein, wodurch die Dicke dann mehr als 30 km betragen kann.
Für die Höhen- bzw. Tiefenwerte der entsprechenden Oberflächenformen ist dabei die durchschnittliche Tiefe der Ozeane von ca. 3700 m. * zu berücksichtigen.

### Alter und Entstehung

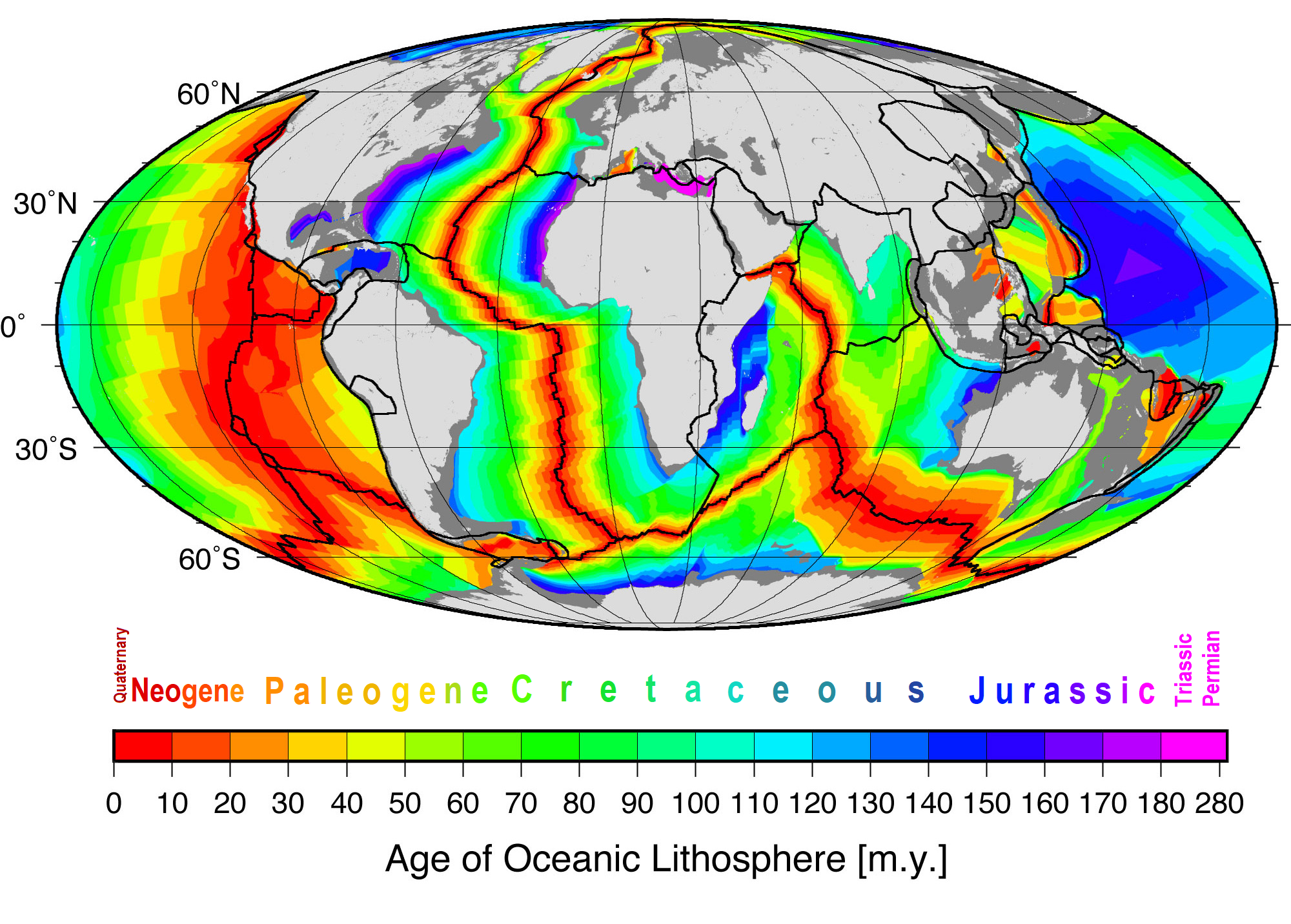
Weltkarte mit Verzeichnung des Alters der ozeanischen Kruste. Die roten Bereiche markieren die jüngsten Krustenabschnitte entlang der Mittelozeanischen Rücken, die blauen und lila Bereiche die ältesten Krustenabschnitte, die teils in der Nähe der Subduktionszonen des Westpazifik liegen und teils an passiven Kontinentalrändern. Der im Perm gebildete Ozeanboden des östlichen Mittelmeers ist pink markiert.

Die bei Tiefbohrungen in den Weltmeeren als Meeresboden vorgefundene heutige ozeanische Lithosphäre ist kontinuierlich in den letzten 200 Mio. Jahren (Jura, Kreidezeit und Känozoikum) entstanden. Währenddessen gab es Schübe mit erhöhten Spreizungsraten. Die ozeanische Lithosphäre unter den Weltmeeren ist nirgends älter als Jura. Einige der ältesten Teile liegen im Atlantischen Ozean vor der Ostküste Nordamerikas und im Pazifik östlich des Marianengrabens. Das durchschnittliche Alter der heutigen ozeanischen Lithosphäre beträgt 80 Millionen Jahre. Das Verschwinden von ozeanischer Kruste durch Abtauchen an konvergenten Plattengrenzen hat seine Ursache darin, dass die ozeanische Kruste weniger differenziert und dadurch dichter ist als die kontinentale Kruste (Subduktion).
Das östliche Mittelmeer bildet eine Ausnahme. Dort ist Ozeanboden erhalten, der nahezu 280 Mio. Jahre alt ist (Perm).
Durch besondere Prozesse bei der Gebirgsbildung können allerdings Reste von ozeanischer Erdkruste an Land gelangen (Obduktion), sodass diese Reste ein wesentlich höheres Alter aufweisen. Diese Ophiolithe genannten Vorkommen bieten außerdem, abgesehen von ozeanischen Tiefbohrungen (zum Beispiel die des Ocean Drilling Programs, ODP), die einzige Möglichkeit, den Aufbau der ozeanischen Erdkruste im Detail zu beobachten. Die ältesten bekannten Ophiolithe sind 2,5, eventuell sogar 3,8 Mrd. Jahre alt (siehe auch Isua-Gneis).
Planetar gesehen zählt ozeanische Kruste zu den sekundären Krusten, die es auch auf Mars und Venus gibt. Die Kruste entstand vermutlich bereits relativ früh, eine ähnliche Kruste gab es wohl bereits innerhalb der ersten Milliarde Jahre der Erdgeschichte. Voraussetzung für die Bildung ist nur ein bereits vorhandener silikatischer Erdmantel (was wohl bereits vor 4,45 Mrd. Jahren der Fall war), der teilweise aufgeschmolzen wird.

### Tiefenverlauf am Ozeanboden
Die Oberfläche der ozeanischen Kruste ist identisch mit den Ozeanböden unterhalb der Tiefsee-Sedimente. Nachdem das Magma an einem mittelozeanischen Rücken bis zum Ozeanboden aufgestiegen ist, fängt es an abzukühlen. Dadurch nimmt die Dichte des Gesteins zu und somit auch die Meerestiefe. Mit Hilfe der Bathymetrie lässt sich bis zu einem Alter von etwa 70 Millionen Jahren ein Tiefenverlauf messen, der einer solchen Annahme entspricht. Es ergibt sich eine vereinfachte Funktion (Sclater-Formel) für die Ozeantiefe, die nur von der Meerestiefe des Mittelozeanischen Rückens (≈2,5 km) und der verflossenen Zeit abhängt:
{\displaystyle {\text{Meerestiefe in km}}=2{,}5+0{,}35\cdot {\sqrt {\text{Alter der Kruste in Mio. Jahren}}}}
Für ältere Teile der Kruste wird die zugehörige Kurve noch flacher und die Abhängigkeit der Tiefe vom Alter kann durch eine Exponentialfunktion vom Typ
{\displaystyle T-e^{-k\cdot {\text{(Alter in Mio. Jahren)}}}}
mit zwei positiven Konstanten T und k angenähert werden. Der tatsächliche Verlauf ist in der Regel gestört, beispielsweise durch den Einfluss von Hot-Spots.
An den auseinanderweichenden (divergierenden) Plattengrenzen wölbt sich die ozeanische Erdkruste unterschiedlich stark auf, wobei ein Mittelozeanischer Rücken nur der unmittelbar an der Plattengrenze befindliche Teil ist. Die komplette Aufwölbung kann einen Bereich von mehreren hundert Kilometern rechts und links der Plattengrenze umfassen, während der Rücken selbst nur wenige Kilometer breit ist. Die Größe der Aufwölbung entspricht nicht nur der unterschiedlich hohen Ozeanbodenspreizung, sondern führt auch zu einer Änderung der weltweiten Höhe des Meeresspiegels über geologische Zeiträume hinweg. So zeigt sich eine hohe Spreizungsrate zusammen mit einem erhöhten Meeresspiegel und eine niedrigere Rate mit einem niedrigeren Meeresspiegel. Beispielsweise hat in der Zeit zwischen dem späten Jura und der späten Kreide unter anderem deshalb der Meeresspiegel um 270 m höher als heute gelegen.

### Seismische Eigenschaften
Die Geschwindigkeit der P-Wellen in ozeanischer Erdkruste beträgt etwa 7 km/s und ist damit größer als die Geschwindigkeit bei kontinentaler Kruste von etwa 6 km/s. Die Geschwindigkeit der seismischen Wellen ist bei einer dünneren und älteren (da kälteren) Kruste höher. Die Geschwindigkeit der S-Wellen beträgt etwa 4 km/s.

### Aufbau und Zusammensetzung

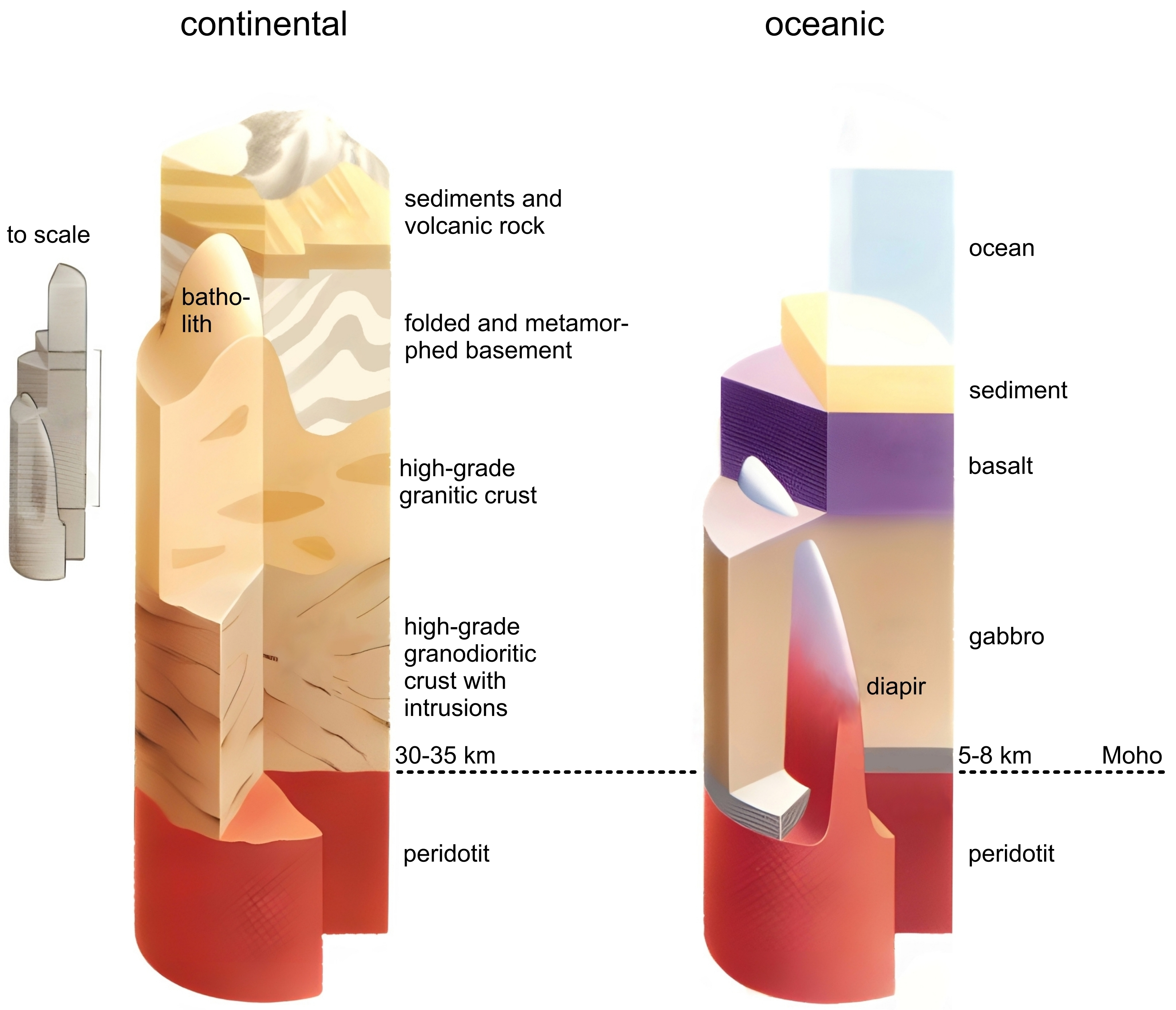
Vereinfachte Struktur der Erdkruste, Vergleich zwischen gemittelter kontinentaler und ozeanischer Kruste.

Die ozeanische Erdkruste weist aufgrund ihrer Entstehung an den mittelozeanischen Rücken einen typischerweise dreilagigen Bau aus magmatischen Gesteinen auf, der mit zunehmender Entfernung von einer zunehmend dickeren Sedimentschicht überdeckt wird. Alle drei Lagen bestehen hauptsächlich aus Basalt und Gabbro, dem zugehörigen Tiefengestein. Diese Gesteine sind im Vergleich zu denen der kontinentalen Erdkruste ärmer an Siliziumdioxid (ca. 50 %) und bestehen vor allem aus den Mineralen Diopsid und Plagioklas.
Die oberste Lage ozeanischer Erdkruste besteht aus einem etwa einen Kilometer dicken Paket aus Kissenlava, die von massigen Doleritgängen durchsetzt werden (Dolerit ist eine Spezialform von Basalt). Die Gänge stehen entweder steil oder liegen waagrecht (Lagergänge). Die steil stehenden Gänge bilden die Zufuhrzonen für die Kissenlaven ebenso wie für die Lagergänge.
Zur Tiefe hin werden die Gänge immer häufiger, bis das Gestein ausschließlich aus steil stehenden Doleritgängen besteht. Diese zweite Zone ist etwa ein bis zwei Kilometer dick und ähnelt im Querschnitt einem Paket von aufrecht gestellten Karten, sie wird deshalb im Englischen als sheeted dike complex bezeichnet. Die einzelnen Gänge besitzen eine gröber auskristallisierte Innenzone, die an beiden Seiten von fein kristallinem bis glasartigem Material umgeben ist. Die feinkörnigen Zonen gehen darauf zurück, dass das glutflüssige Material beim Aufdringen durch eine kühlere Gesteinszone in den Außenbereichen durch Abkühlung rasch erstarrte, so dass sich keine großen Kristalle bilden konnten. In vielen Fällen lässt sich beobachten, dass ein aufsteigender Gang die noch nicht völlig erstarrte Zentralzone eines älteren Ganges als Aufstiegsweg benutzt hat, so dass der ältere Gang aufgespalten wurde. Jede der beiden Hälften ist dann auf einer Seite feinkörnig ausgebildet und auf der anderen Seite grobkörnig.
Die Gangzone wird von grobkörnigen Gabbros unterlagert. Sie entstammen der Magmakammer, welche den mittelozeanischen Rücken unterlagert und von Schmelzen aus dem Erdmantel gespeist wird. Im Zuge der Ozeanbodenspreizung werden die Ränder der Magmakammer auseinandergedrückt, und das randliche Material erstarrt. Diese Gabbrozone besitzt eine Dicke von zwei bis fünf Kilometern, abhängig von der Ausbreitungsrate des Meeresbodens. Bei hoher Ausbreitungsrate ist die Magmaproduktion entsprechend groß, so dass die Gabbrozone eine höhere Mächtigkeit besitzt. Die Basis der Gabbrolage wird oft von gebänderten Gabbros und Peridotiten gebildet. Sie entstehen durch das Absinken von früh entstandenen Kristallen, die aufgrund ihrer hohen Dichte in der Magmakammer absinken und einen Bodensatz bilden. Die Bänderung geht vermutlich auf die Scherbewegung zwischen ozeanischer Kruste und dem unterlagernden Erdmantel zurück.
Unterlagert werden die drei Lagen der ozeanischen Kruste von Material des oberen Erdmantels, das durch die Schmelzvorgänge verändert wurde, die zur Bildung des aufsteigenden Magmas geführt haben. Die ursprüngliche Zusammensetzung des oberen Erdmantel ist die eines Lherzoliths, einem Gestein aus den Mineralen Olivin, Enstatit und Diopsid. Die Magmenbildung führt dazu, dass dem Lherzolith vor allem der Diopsidanteil entzogen wird, so dass ein vor allem aus Olivin und Enstatit bestehendes Gestein (Restit) zurückbleibt, der Harzburgit.

## Beforschung
Die ozeanische Erdkruste kann durch Bohrungen über den Einsatz von Sonden und mittels der Gewinnung von Bohrkernen untersucht werden.
Seismik erlaubt Rückschlüsse von der Ausbreitung von Druck- und Scherungswellen auf die Schichtung von Materialien mit unterschiedlichen Wellenausbreitungseigenschaften und die Geometrie des Zusammenhalts.
Beispielsweise soll das japanische Forschungsschiff Chikyū bis zum Jahr 2030 damit beginnen die etwa 6–7 km dicke ozeanische Kruste zu durchbohren und erstmals überhaupt in der Menschheitsgeschichte den oberen Erdmantel anzubohren. Derzeit wird noch nach einer passenden Örtlichkeit gesucht.